# トゥシェティ人

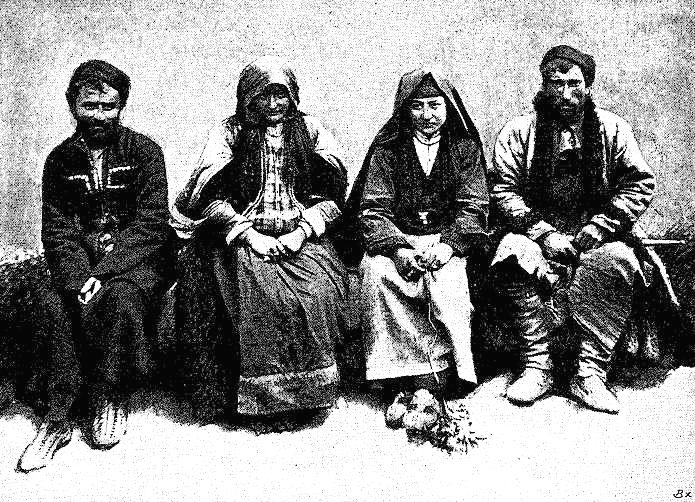
4人のトゥシェティ人（1901年）

トゥシェティ人（トゥシェティじん、ジョージア語: თუშები、英語: Tushetians）とは、主にジョージアのトゥシェティ地方に定住するジョージア人。

## 概要
ピリキティ(PiIikiti)、ゴメツァリ(Oometsari)、ツォヴァ(Tsova)あるいはツォヴァタ(Tsovata)、チャグマ(Chagma)という4つのグループに分かれている。ツォヴァは別名バツ人と呼ばれている。